# キングベルI世
キングベルI世（キングベルいっせい）は、Jリーグチーム湘南ベルマーレのマスコット。湘南の海をイメージし、ギリシア神話の神ポセイドンをモチーフにしている。

## 概要
ベルマーレ平塚時代より活躍している。
クラブエンブレムにもデザインされているポセイドンの象徴、三又の鉾を手に持ち、湘南に打ち寄せる波をかたどった冠を被っている。湘南ベルマーレのクラブカラーである黄緑色の衣装を身に纏っているが、上半身は裸である。
「力強さに、戦略に長けた老獪さをプラスして敵のフォーメーションを粉砕する」という公式設定である。
「海を司る神様なのにおじいちゃんだと思われがちで困っておる。」とtwitterの自己紹介に記述している。川崎フロンターレのマスコットであるふろん太にもたびたび「おじいちゃん」、名古屋グランパスのマスコットであるグランパスくんにもしばしば「親父」とtwitter上で言われているが、そのたび神様である旨訂正している。
2013年8月21日にキングレコードから発売されたAKB4832枚目のシングル『恋するフォーチュンクッキー』湘南ベルマーレバージョンに出演し、AKB48のYouTube公式アカウントにて全世界に向けて配信のほか神奈川県伊勢原市バージョンにも出演し、AKB48のYouTube公式アカウントにて全世界に向けて配信を予定している。

## 他のマスコットとの交流
- ふろん太（川崎フロンターレ） - 川崎がJ2降格して以降親友であるが、J1でも度々平塚を相互訪問をしている。
- マリノスケ（横浜F・マリノス） - J1神奈川ダービーで平塚を相互訪問している。
- 伊予柑太、一平くん（愛媛FC） - J2愛媛戦で度々平塚を訪問。
- ヴェルディくん（東京ヴェルディ・日テレベレーザ） - なでしこリーグ所属チームである日テレベレーザ主催試合が平塚開催に伴い訪問。
- 強小戦士 ガイナマン（ガイナーレ鳥取） - J2鳥取戦で平塚訪問。
- ベガッ太（ベガルタ仙台） - 2013年8月31日のJ1仙台戦で平塚訪問。
- ヴァンくん（ヴァンフォーレ甲府） - 2013年8月24日のJ1甲府戦で平塚訪問をきっかけにふろん太の仲介で度々平塚を相互訪問をしている。
- ライカくん（カターレ富山） - 2014年7月26日のJ2富山戦で平塚訪問。
- ジェフィ・ユニティ（ジェフユナイテッド市原・千葉） - 2014年8月3日のJ2千葉戦で平塚訪問。
- フリ丸（横浜FC） - J1・J2横浜FC戦で度々平塚を相互訪問。
- アルディ・ミーヤ（大宮アルディージャ） - 2016年4月24日のJ1大宮戦で平塚訪問。